# 姒國
姒國，先秦古代汾水流域的一个诸侯国。
传说金天氏的后代水官昧，有允格、台骀两个儿子。台骀疏通汾河、洮河，被颛顼封在汾川（今山西汾水流域），台骀后来成为汾水之神。沈国、姒國、蓐國、黄国四国作为台骀的后裔，世守台骀的祭祀。春秋时期，晋国灭掉了姒国等四个国家。前541年，晋平公生病，占卜者说是实沈、台骀在作怪。郑简公派子产去到晋国探视病情。叔向询问子产，实沈、台骀是什么神灵。子产向他做出解释。